# Alb-Donau járás
Alb-Donau járás egy járás Baden-Württembergben. Alb-Donau járás Neu-Ulm, Günzburg, Ulm, Heidenheim, Göppingen, Reutlingen és Biberach járásokkal határos. Lakosainak száma 192 104 fő (2015. december 31.).

## Népesség
A járás népessége az elmúlt években az alábbi módon változott:

| 2014 | 187 123 |
| 2015 | 192 104 |